# Wulfila arraijanicus
Wulfila arraijanicus là một loài nhện trong họ Anyphaenidae.
Loài này thuộc chi Wulfila. Wulfila arraijanicus được Arthur Merton Chickering miêu tả năm 1940.